# Järnhästen (film)
Järnhästen (engelska: The Iron Horse) är en amerikansk stumfilms-västern från 1924 i regi av John Ford, med George O'Brien, Madge Bellamy, Charles Edward Bull och Cyril Chadwick i rollerna. Filmen togs 2011 upp i National Film Registry som en av de viktigaste filmerna gjorda i USA.

## Handling
Filmen presenterar en idealiserad historia över byggandet av den transamerikanska järnvägen som slutar med en scen där man slår ner en gyllene järnvägsspik vid Promontory Summit 10 maj 1869. Med järnvägsbygget som bakgrund presenteras en romantisk historia med kärlek, svek och hämnd.

## Rollista
| George O'Brien       | – Dave Brandon      |
| Madge Bellamy        | – Miriam Marsh      |
| Charles Edward Bull  | – Lincoln           |
| Cyril Chadwick       | – Jesson            |
| Will Walling         | – Thomas Marsh      |
| Francis Powers       | – Sergeant Slattery |
| J. Farrell MacDonald | – Corporal Casey    |
| Jim Welch            | – Private Mackay    |
| George Waggner       | – Buffalo Bill      |
| Fred Kohler          | – Bauman            |
| James A. Marcus      | – Judge Haller      |
| Gladys Hulette       | – Ruby              |

## Produktion
1923 hade Paramount släppt The Covered Wagon, en film som beskrev de karavaner av vagnar som på 1800-talet begav sig västerut på jakt efter en ny start. Järnhästen var 20th Century Fox svar på den succén. Men varken producenterna eller Ford förväntade sig att det skulle bli den massiva produktion filmen i slutänden blev.
Ford hade redan regisserat ett 40-tal westernfilmer innan Järnhästen, men denna film var med sina 144 minuter nästan dubbelt så lång som den längsta han tidigare regisserat. I en intervju 1953 hävdade Ford att filmen var hans egen favorit.

## Mottagande
Filmen blev en stor succé och med en budget på $250 000 dollar spelade den in över $2 miljoner dollar och gjorde filmens tidigare okända huvudrollsinnehavare George O'Brien till en stor westernstjärna.